# Жилой дом (Думская улица, Нежин)
Жилой дом — памятник архитектуры местного значения в Нежине. Сейчас здесь размещается Государственная санитарно-эпидемиологическая служба.

## История
Изначально объект был внесён в «список памятников архитектуры вновь выявленных» под названием Жилой дом Кушакевича.
Приказом Министерства культуры и туризма от 21.12.2012 № 1566 присвоен статус памятник архитектуры местного значения с охранным № 10051-Чр под названием Жилой дом.

## Описание
Дом построен в конце 18 века (по другим данным в конце 19 века).
Каменный, двухэтажный, симметричный, прямоугольный в плане дом. Фасад акцентирован парами пилястр. Профилированный венчающий карниз опоясывает здание. В прямоугольных нишах расположены прямоугольные проёмы, имеют профилированное обрамление. По центру фасада расположена входная дверь с арочным навесом (козырьком).
Сейчас здесь размещается Государственная санитарно-эпидемиологическая служба.